# Будівля 5-ї міської чоловічої гімназії
П'ята Одеська гімназія — середній навчальний заклад у Російській імперії, розташований в Одесі, відкритий 3 липня 1874 року.

## Історія
П'ята Одеська гімназія була відкрита 3 липня 1874 року і мала 8 основних та 1 підготовчий клас, на 1914 рік у гімназії навчалося 334 гімназисти.
Будівля гімназії побудована в 1898 році для 2-ї одеської прогімназії за проєктом архітекторів Миколи Костянтиновича Толвінського та Демосфена Єгоровича Мазірова. Наступного року прогімназія була перетворена на гімназію. До переїзду у цей будинок 5-та гімназія розташовувалась на Пушкінській вулиці, 18. З 1908 по 1909 роки у 5-й гімназії було влаштовано Олексіївську домову церкву. 1909 року священником її був Гаврило Платонович Шиманський. За спогадами Валентина Катаєва, який навчався у гімназії з 1905 по 1914 рр., але не закінчив її:
Гимназия наша до сих пор считалась далеко не из лучших; она помещалась на бедной Новорыбной улице и частью окон выходила на Куликово поле и на вокзал, и в ней получали образование главным образом дети железнодорожников — конторских служащих, иногда даже обер-кондукторов или контролеров, что у некоторых вызывало презрительную улыбку и пожимание плечами— Валентин Катаев
23 лютого 1918 року на базі гімназії було відкрито Одеський сільськогосподарський інститут.

## Директори
На 1914 р. ДСС Феодосій Олексійович Владичин (директор із 1883 р.)

## Викладачі
- Полковник Володимир Вікторович Цитович (викладач гімнастики)
- ДСС Василь Васильович Овсянніков (викладач законів)
- СС Віктор Юрійович Кінгі (викладач російської мови)
- СС Яків Михайлович Лісовський (викладач математики)
- СС Роланд Християнович Бауман (викладач французької мови)
- КС Ігор Володимирович Балабуха (викладач математики)
- КС Володимир Степанович Фоменко (викладач давніх мов)
- КС Борис Тимофійович Акацатов (викладач фізики та географії)
- КС Олексій Миколайович Лагутинський (викладач історії)

## Відомі учні
- Ваксман Зельман Абрахам (1888—1973), лауреат Нобелівської премії 1952 року в галузі фізіології та медицини, командор ордена Почесного легіону Французької республіки[4]
- Володимир Євгенович Жаботинський[5]
- Борис Степанович Житков
- Ілля Арнольдович Ільф
- Валентин Петрович Катаєв (1905—1914, не закінчив)[6]
- Євген Петрович Катаєв (1911—1919)[6]
- Лев Рудольфович Коган (1903, із відзнакою)[7]
- Олександр Володимирович Козачинський (1911—1917, не закінчив)[8]
- Сергій Костянтинович Панкеєв (1898—1905, закінчив із відзнакою)
- Стойко Микола Михайлович (1903—1912)[9]
- Корній Іванович Чуковський (з 1899, не закінчив)[10]